# Rodrigo Ruete
Rodrigo María Ruete (Buenos Aires, 1 de marzo de 1978) es un político y politólogo argentino. Durante la gestión de Martín Guzmán frente al Ministerio de Economía se desempeñó como subsecretario de relaciones Institucionales en el Ministerio de Economía de la República Argentina y como director representante del Estado en Banco Hipotecario S.A. y Papel Prensa S.A.
Fue secretario general de la Administración Nacional de la Seguridad Social (ANSES) entre 2009 y diciembre de 2015, periodo en el cual el gobierno argentino implementó políticas para la ampliación de la Seguridad Social tales como: la Ley de Movilidad Jubilatoria, Nueva Moratoria Previsional, PROG.R.ES.AR., PRO.CRE.AR., Conectar Igualdad, la Asignación Universal por Hijo y la Asignación por Embarazo para Protección Social y ARGENTA. 
A su vez, se desempeñó como integrante en la Sociedad Internacional de Derecho del Trabajo y de la Seguridad Social y la Organización Iberoamericana de Seguridad Social. Entre 2015 y 2019 fue concejal de Cañuelas por el Frente para la Victoria.

## Biografía
Rodrigo Ruete nació en Buenos Aires, Provincia de Buenos Aires, Argentina. Tuvo una educación y formación intelectual relacionada con la Iglesia Católica. Estudió Ciencia Política en la  Universidad Católica Argentina y cursó estudios de posgrado en la Universidad Rey Juan Carlos gracias a una beca de la Fundación Carolina y en la Universidad Nacional de General San Martín.

### Comienzos
Ruete inició su trayectoria política en la militancia cristiana y peronista. Luego de recibirse de politólogo trabajo como asesor del senador Celso Jaque en el Honorable Senado de la Nación. Cuando Jaque fue elegido como gobernador de la provincia de Mendoza en 2007, se trasladó junto a él para cumplir con el cargo de coordinador de la Unidad de Financiamiento Internacional en el Ministerio de Hacienda de la provincia hasta que fue promovido al puesto de subsecretario de Gestión Pública.

### ANSES
En 2009 Ruete asume como secretario general de la Administración Nacional de la Seguridad Social (ANSES). En este periodo, en el marco de la Gran Recesión de 2008, el Gobierno Nacional implementó, a través de la ANSES, políticas expansivas dirigidas a los sectores más vulnerables de la sociedad y con mayor propensión a consumir. De allí y por la vocación de expansión de derechos sociales surgieron medidas como entre las que se encuentran la Ley de Movilidad Jubilatoria, la Nueva Moratoria Previsional, PROG.R.ES.AR., PRO.CRE.AR., Conectar Igualdad, la Asignación Universal por Hijo y la Asignación por Embarazo para Protección Social y ARGENTA. 

### Ministerio de Economía
En 2019, Rodrigo Ruete asume el cargo de subsecretario de Relaciones Institucionales en el Ministerio de Economía de la República Argentina.
Junto a Martín Guzmán y bajo la directiva del presidente Alberto Fernández, la gestión de la política económica debió enfrentar un conjunto de desafíos como: la crisis política, social y económica heredada, la renegociación de la deuda con acreedores privados y la búsqueda de un nuevo acuerdo con el Fondo Monetario Internacional. Ruete renunció tras la salida de Guzmán del Ministerio de Economía. 
Sello Editorial Manuel Belgrano
Como Subsecretario de Relaciones Institucionales del Ministerio de Economía, Ruete impulsó la creación del Sello Editorial Manuel Belgrano con el fin de reeditar las obras de los principales exponentes del pensamiento económico argentino. Entre los volúmenes editados se encuentran Manuel Belgrano, Mariano Fragueiro, Silvio Gesell y Alejandro Bunge.
La resolución que creó el Sello Editorial Manuel Belgrano justifica el mismo haciendo mención a la tarea pedagógica del Estado, a la capacidad del Estado argentino para no depender de las motivaciones económicas a las cuales están sujetas las editoriales privadas y a la necesidad de fomento de la investigación académica, entre otros factores.

### Banco Hipotecario y Papel Prensa
El Gobierno Nacional de la República Argentina posee una participación accionaria relevante en un conjunto de empresas. Entre ellas se encuentran el Banco Hipotecario S.A. y Papel Prensa S.A. Debido a su rol como subsecretario, Rodrigo Ruete se desempeña como director representante del Estado en ambas.
Desde el Banco Hipotecario, Ruete participa activamente en el relanzamiento de Procear, al cual ya estuvo relacionado en su paso por la ANSES.

## Publicaciones
- El Imperio de las Finanzas. Deuda y Desigualdad. Coordinado por Pablo Chena y Pedro Biscay.